# Ilona Boman
Ilona Klára Donáth-Boman, född Donáth 25 mars 1912 i Tab Ungern, död 17 december 1999 i Förslöv, var en svensk konstnär och keramiker.
Hon var dotter till direktören Armin Gal och Gisella Kolozsvari samt från 1948 gift med Erik Boman. Donáth-Boman studerade konsthantverk i Wien 1930, och måleri för Signe Barth 1946–1947 samt modellering vid Konstfackskolan i Stockholm och gjorde studieresor till bland annat Frankrike, Österrike och Ungern på 1950-talet. Tillsammans med sin man och Åke W. Andersson ställde hon ut i Eskilstuna. Separat ställde hon ut med oljemålningar, pasteller och keramik på Lilla Paviljongen i Stockholm 1951.  
Hennes bildkonst består av blomsterstilleben stadsbilder i dova och tunga pastellfärger och keramik med små figurer med vacker glasyr, ofta i form av djur. Donáth-Boman är representerad i Gustav VI Adolfs samlingar.